# André Baeyens
André Baeyens (* 29. September 1946 in Erondegem, Erpe-Mere, Ostflandern) ist ein belgischer Bogenschütze.
Baeyens nahm an den Olympischen Spielen 1972 in München teil und beendete den Wettkampf im Bogenschießen mit 2383 Ringen als zweitbester von drei Teilnehmern seines Landes auf Rang 18.